# Hymn Flandrii
De Vlaamse Leeuw (pol. Flamandzki lew) – hymn państwowy Regionu Flamandzkiego, ustanowiony 6 lipca 1973 przez lokalny parlament, po zyskaniu dużej popularności pieśni w XX wieku.
Pieśń powstała w 1847 roku, a słowa do niej napisał Hippoliet Van Peene, a muzykę skomponował Karel Miry.

## Tekst oryginalny w językuniderlandzkim
Zij zullen hem niet temmen, de fiere Vlaamse Leeuw,
Al dreigen zij zijn vrijheid met kluisters en geschreeuw.
Zij zullen hem niet temmen, zolang een Vlaming leeft,
Zolang de Leeuw kan klauwen, zolang hij tanden heeft.
Zij zullen hem niet temmen, zolang een Vlaming leeft,
Zolang de Leeuw kan klauwen, zolang hij tanden heeft.
De tijd verslindt de steden, geen tronen blijven staan:
De legerbenden sneven, een volk zal nooit vergaan.
De vijand trekt te velde, omringd van doodsgevaar.
Wij lachen met zijn woede, de Vlaamse Leeuw is daar
Zij zullen hem niet temmen, zolang een Vlaming leeft,
Zolang de Leeuw kan klauwen, zolang hij tanden heeft.